# 우르비노 공국

우르비노 공국의 문장

우르비노 공국(이탈리아어: Ducato di Urbino)은 오늘날의 마르케 지역의 북부 절반에 해당하는 초기 근대 이탈리아 중부의 독립 공국이었다. 1625년 교황령에 직접 합병되었다.
동쪽으로는 아드리아해, 서쪽으로는 피렌체 공화국, 남쪽으로는 교황령과 접해 있었다. 1523년 우르비노에서 페사로로 수도를 옮겼다.  1502년 ~ 1508년 체사레 보르지아의 짧은 통치 후, 공작령은 델라 로베레 교황 가문으로 넘어갔고, 1625년 교황 우르바노 8세가 교황령에 합병하여 레가치오네 델 두카토 디 우르비노(이후 레가치오네 디 우르비노)가 될 때까지 공작령을 유지했다.

## 역사
공국의 탄생은 교황 에우제니오 4세가 오단토니오 다 몬테펠트로를 우르비노 공작으로 임명한 1443년으로 거슬러 올라간다.  공국은 오랫동안 수도와 같은 이름의 도시를 가지고 있었고, 곧 이탈리아 르네상스의 중심지 중 하나가 되었으며, 피렌체 및 시에나와 경쟁하는 중심지였다. 예술, 문화 및 상업쪽이 뛰어났었다. 1506년에 우르비노 대학이 설립되었다.

## 우르비노의 공작 목록
| 이름                                      | 출생            | 재위       | 사망             | 배우자                                 |
| ----------------------------------------- | --------------- | ---------- | ---------------- | -------------------------------------- |
| 페데리코 2세 다 몬테펠트로                |                 | 1364–1370? | 1370?            | 테오도라 곤차가                        |
| 안토니오 2세 다 몬테펠트로                | 1348            | 1363–1404  | 1404년 4월 29일  | 아녜시나 데이 프레페티 디 비코         |
| 구이단토니오 다 몬테펠트로                | 1377            | 1403–1443  | 1443년 2월       | 린가르다 말라테스타; 카테리나 콜론나   |
| 오단토니오 다 몬테펠트로 공작 지위를 얻음 | 1428            | 1443–1444  | 1444년 7월 22일  | 이소타 데스테                          |
| 페데리코 3세 다 몬테펠트로                | 1422년 6월 7일  | 1444–1482  | 1482년 9월 10일  | 젠틸레 브란칼레오니; 바티스타 스포르차 |
| 구이도발도 다 몬테펠트로                  | 1472년 1월 17일 | 1482–1502  | 1508년 4월 10일  | 엘리사베타 곤차가                      |
| 체사레 보르자                             |                 | 1502–1503  |                  | 샤를로트 달브레, 레이디 샬뤼           |
| 구이도발도 다 몬테펠트로                  | 1472년 1월 17일 | 1503–1508  | 1508년 4월 10일  | 엘리사베타 곤차가                      |
| 프란체스코 마리아 1세 델라 로베레         | 1490년 3월 22일 | 1508–1516  | 1538년 10월 20일 | 엘레오노라 곤차가                      |
| 로렌초 2세 데 메디치                      | 1492년 9월 12일 | 1516–1519  | 1519년 5월 4일   | 마들렌 드 라 투르 도베르뉴             |
| 프란체스코 마리아 1세 델라 로베레         | 1490년 3월 22일 | 1521–1538  | 1538년 10월 20일 | 엘레오노라 곤차가                      |
| 구이도발도 2세 델라 로베레                | 1514년 4월 2일  | 1538–1574  | 1574년 9월 28일  | 줄리아 다 바라노; 비토리아 파르네세    |
| 프란체스코 마리아 2세 델라 로베레         | 1549년 2월 10일 | 1574–1621  | 1631년 4월 23일  | 루크레치아 데스테; 리비아 델라 로베레  |
| 페데리코 우발도 델라 로베레               | 1605년 5월 16일 | 1621–1623  | 1623년 6월 28일  | 클라우디아 데 메디치                   |
| 프란체스코 마리아 2세 델라 로베레         | 1549년 2월 10일 | 1623–1625  | 1631년 4월 23일  | 리비아 델라 로베레                     |

## 같이 보기
- 우르비노의 역사
- 페사로
- 이탈리아의 역사적인 국가 목록

## 참고 문헌
- James Dennistoun (1851). 《Memoirs of the Dukes of Urbino, Illustrating the Arms, Arts, and Literature of Italy, from 1440 to 1630: In Three Volumes》. Longman, Brown, Green and Longmans. Volume One, Volume Two, Volume Three
- History of the popes; their church and state (Volume III) by Leopold von Ranke (Wellesley College Library, 2009)
- Franceschini, G. (1970), I Montefeltro . Milan.
- Ugolini, Filippo, (1859). Storia dei conti e duchi d'Urbino. Florence.
- Ugolini, Filippo, Storia dei conti e duchi d'Urbino – volume 2.